# Strychale
Strychale – dawna wieś. Tereny, na których była położona, leżą obecnie na Białorusi, w obwodzie witebskim, w rejonie brasławskim, w sielsowiecie Dalekie.

## Historia
W czasach zaborów w granicach Imperium Rosyjskiego.
W latach 1921–1939 kolonia leżała w Polsce, w województwie nowogródzkim (od 1926 w województwie wileńskim), w powiecie dziśnieńskim (od 1926 w powiecie brasławskim), w gminie Bohiń.
Według Powszechnego Spisu Ludności z 1921 roku zamieszkiwało tu 38 osób, 5 było wyznania rzymskokatolickiego a 33 prawosławnego. Jednocześnie 5 mieszkańców zadeklarowali polską przynależność narodową a 33 białoruska. Było tu 10 budynków mieszkalnych. W 1931 w 12 domach zamieszkiwało 59 osób.
Wierni należeli do parafii rzymskokatolickiej w Wasiewiczach i prawosławnej w Kozianach. W 1933 miejscowość podlegała pod Sąd Grodzki w Opsie i Okręgowy w Wilnie; właściwy urząd pocztowy mieścił się w Bohiniu.